# Макгрегор, Ивонн
Ивонн Макгрегор (англ. Yvonne McGregor, род. 9 апреля 1961, Брадфорд) — британская профессиональная велогонщица международного класса, кавалер Ордена Британской империи.

## Карьера
Макгрегор занималась бегом до 28 лет, заняв восьмое место на чемпионате мира по горному бегу 1988 года, и второе место в Кубке мира по горному бегу 1989 года, а на велосипед села только в 17 лет. Она начала соревноваться в триатлоне, заняв третье место на чемпионате Великобритании в 1990 году, и сосредоточилась на велосипеде, когда травмировала ахиллово сухожилие. В 1993 году она побила 20-летний британский рекорд Берил Бартон на дистанции 10 миль с результатом 21 минута 15 секунд. Первого серьёзного успеха она добилась, выиграв гонку по очкам на Играх Содружества 1994 года в Виктории (Канада).
17 июня 1995 года в Манчестере она установила часовой рекорд среди женщин на дистанции 47,411 км. В 1996 году Макгрегор побила рекорд Бартон в 25-мильной гонке на время, преодолев дистанцию за 51 минуту 30 секунд. На летних Олимпийских играх 1996 года в Атланте она упустила медаль, заняв четвёртое место в гонке преследования. Однако на летних Олимпийских играх 2000 года в Сиднее она завоевала бронзу в той же дисциплине. Это была первая олимпийская медаль британской спортсменки в велоспорте. Менее чем через два месяца она выиграла гонку преследования на чемпионате мира по трековым велогонкам 2000 года в Манчестере.
После изменений в часовом рекорде, которые запретили использовать тот тип велосипеда и позу, которые она использовала для установления рекорда в 1995 году, 13 апреля 2002 года Макгрегор установила европейский часовой рекорд на уровне моря — 43,689 км. Этот рекорд принадлежал ей до тех пор, пока Сара Стори не превзошла его в 2015 году. На этом карьера Макгрегор в велоспорте закончилась. После выхода в отставку она работает спортивным массажистом.

## Достижения
1994
Игры Содружества
1-я в гонке по очкам
3-я в командной гонке (с Максин Джонсон, Марией Лоуренс и Джулией Фримен)
 Чемпионат Великобритании — гонка преследования
1-я в Лучшем британском универсале
1995
Мировой часовой рекорд: 47,411 км
 Чемпионат Великобритании — гонка преследования 
1996
 Чемпионат Великобритании — гонка преследования 
1997
 Чемпионат Великобритании — гонка преследования 
3-я Чемпионат мира по трековому велоспорту — гонка преследования
3-я в 4-м раунде, Кубок мира UCI по трековому велоспорту 1997 Классика
3-я на Вуэльте Майорки
1998
 Чемпионат Великобритании — гонка преследования
3-я Игры Содружества — гонка преследования
1999
 Чемпионат Великобритании — гонка преследования
2-я в Британском чемпионате по шоссейному велоспорту в групповой гонке
2000
1-я в гонке преследования, Чемпионат мира по трековому велоспорту
 Чемпионат Великобритании — гонка преследования
3-я Олимпийские игры — гонка преследования
3-я Чемпионат Великобритании —  групповая гонка
3-я Чемпионат Великобритании —  индивидуальная гонка
2-я на этапе в Мехико, Кубок мира UCI по трековому велоспорту 2000 Классика
2001
 Чемпионат Великобритании —  индивидуальная гонка
2-я Чемпионат Великобритании — гонка преследования

### Статистика выступления наГранд-турах
| Гонка / Год          | 1993 | 1994           | 1995           | 1996           | 1997           | 1998           |
| -------------------- | ---- | -------------- | -------------- | -------------- | -------------- | -------------- |
| Женский Тур де Франс | 32   | не проводилась | не проводилась | не проводилась | не проводилась | не проводилась |
| Тур де л'Од феминин  | —    | —              | —              | —              | —              | 30             |

## Награды
- Ивонн Макгрегор была удостоена звания кавалера Ордена Британской империи за заслуги в велоспорте в 2002 году на новогодней церемонии награждения[англ.][5].